# 라인하르트 코젤레크
라인하르트 코젤레크(독일어: Reinhart Koselleck, 1923년 4월 23일 ~ 2006년 2월 3일)는 20세기 가장 잘 알려진 독일 역사가 가운데 한 사람이다. 코젤레크 연구 관심사는 역사 분야(역사의 이론), 개념적·언어적 역사, 인류학적 기초, 사회적·법률적·행정적 역사였다.
제2차 세계 대전 시기 독일 군대에서 복무했고, 전쟁 말기 15개월 동안 소련 군대 전쟁 포로 생활도 했다. 그는 전쟁 도중에 일어난 개인적인 경험은 특히 "위기"와 "분쟁"에 관한 관심과 도덕적 또는 이성적 보편주의, 역사적 진보에 관한 "이념적" 개념에 회의적인 견해를 위해 형성되었다고 주장했다. 또한 패전국이나 문화 일부가 된 경험이 더 자기 반성적인 형태의 역사적 이해를 가능하게 하였으며, 역사에 관한 가장 흥미로운 관점은 승리자보다는 패배자가 쓴 예가 많다고 주장했다.
코젤레크는 1954년에 발표한 《비판과 위기》(Kritik und Krise)라는 박사 학위 논문으로 알려지게 되었는데, 이 논문은 카를 슈미트와 몇몇 다른 하이델베르크 학자 영향을 받았다. 주요 저서로는 1972년부터 1997년까지 오토 브루너, 베르너 콘체와 함께 발간한 개념사 사전인 《코젤렉의 개념사 사전》이 있다.